# Igreja Cristã Presbiteriana (1990)
A Igreja Cristã Presbiteriana (ICP) é uma denominação pentecostal brasileira fundada em 1990 pelo pastor Nelson Braido, anteriormente pastor da Igreja Presbiteriana Renovada do Brasil. A denominação adota o sistema conhecido como G12 e acredita no apostolado moderno, o que é completamente rejeitado pelas denominações presbiterianas tradicionais e adotado geralmente por denominações neopentecostais.
A denominação é conhecida no município de Ponta Grossa pela realização de grandes eventos musicais.

## História
O pastor Nelson Braido, fundador da denominação, foi pastor da Igreja Presbiteriana Renovada do Brasil em Ponta Grossa em 1977. Todavia, em 1990, fundou, juntamente com 25 membros, a ICP. Em 2000, a denominação adotou o modelo de igreja em células, no formato conhecido como G12.
Em 2003, a denominação deu início a Comunidade Terapêutica Marcos Fernandes Pinheiro, conhecida no município de Ponta Grossa pelo trabalho de recuperação de dependentes químicos. A instituição foi administrada pela denominação até o ano de 2012.
Em 2010, a denominação estimou cerca de 6.000 membros e 22 pastores.
Em 2020, em razão da Pandemia de Covid-19, a denominação fez transmissões dos seus cultos ao vivo pelo Portal A Rede, um portal de notíficas de Ponta Grossa.

## Doutrina
A IPC é uma denominação pentecostal, que adota o sistema de igrejas em células e G12 e o apostolado moderno.
A igreja não subscreve nenhuma das confissões de fé históricas do presbiterianismo como a Confissão de Fé de Westminster que é a confissão de fé oficial da Igreja Presbiteriana do Brasil, Igreja Presbiteriana Independente do Brasil, Igreja Presbiteriana Conservadora do Brasil, Igreja Presbiteriana Fundamentalista do Brasil e Igreja Presbiteriana Unida do Brasil e é uma das marcas do presbiterianismo em todo o mundo.